# Neil Asher Silberman
Neil Asher Silberman (19 de junio de 1950 (74 años), Boston, Massachusetts) es un arqueólogo e historiador estadounidense con un interés especial en la historia, arqueología e interpretación de la herencia política existente hoy.

## Formación
Graduado por la Wesleyan University y formado en arqueología del medio oriente en la Hebrew University of Jerusalem, ganó en 1991 el premio Guggenheim Fellowship. Es un contribuyente a la revista Archaeology Magazine y miembro de los consejos editoriales de International Journal of Cultural Property, Heritage Management y Near Eastern Archaeology.
Desde 1998, ha estado implicado en el campo de la interpretación de la herencia trabajando en varios proyectos en Europa y oriente medio. De 2004 a 2007 fue director del Ename Center for Public Archaeology and Heritage Presentation en Bélgica. En 2008, entra en el Departamento de Antropología de la Universidad de Massachusetts y es uno de los fundadores de su Center for Heritage and Society. Es uno de los socios colaboradores de Coherit, una consultoría en materia de patrimonio sostenible.
También preside el ICOMOS, el International Scientific Committee on Interpretation and Presentation (ICIP) y es miembro de ICOMOS International Advisory Committee and Scientific Council.

## Obra
Con Israel Finkelstein es autor de La Biblia desenterrada (2001) y David and Solomon: In Search of the Bible's Sacred Kings and the Roots of the Western Tradition (2006). Otros libros sobre historia, herencia y sociedad contemporánea son: Archaeology and Society in the 21st Century (2001); Heavenly Powers (1998); The Message and the Kingdom (1997); The Archaeology of Israel (1995); Invisible America (1995); The Hidden Scrolls (1994); A Prophet from Amongst You: The Life of Yigael Yadin (1993); Between Past and Present (1989) y Digging for God and Country (1982).